# Rafael Díaz Peno
Rafael Díaz Peno (Córdoba, 7 de noviembre de 1912 - 2 de febrero de 1984) fue un pintor y restaurador español, nacido y fallecido en Córdoba, donde pasó la mayor parte de su vida. Sus obras de restauración más célebres son el paso Cristo de la Misericordia, el  Retablo Mayor de la Iglesia de Nuestra Señora del Castillo en Fuente Obejuna, y el Retablo de la Candelaria, obra original de Antonio María Monroy.

## Vida personal y formación

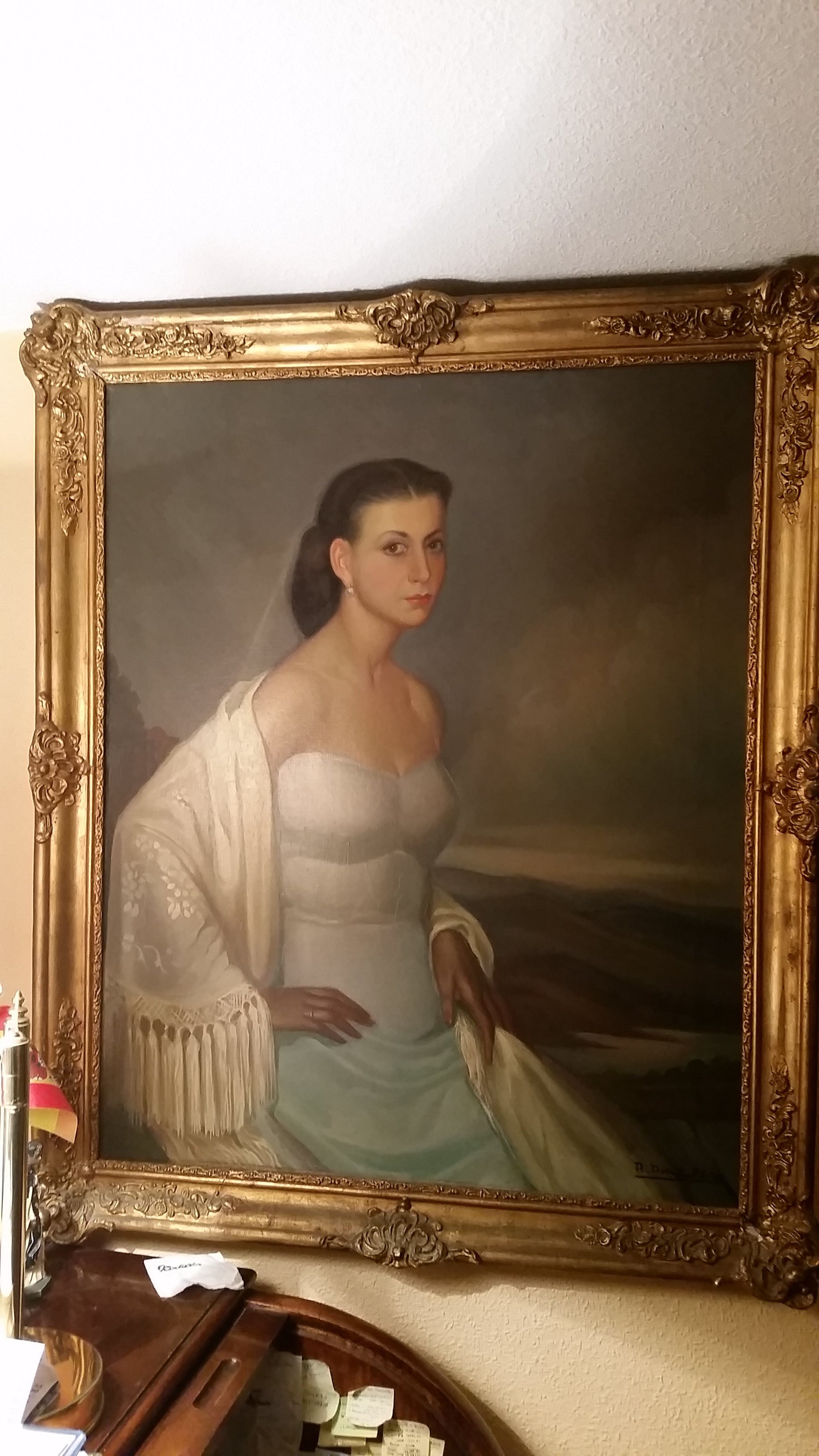
Retrato de Marina Garijo Molina, obra del pintor.

Rafael era hijo del también pintor Rafael Díaz Fernández, quien tenía un taller de objetos de arte en la calle Pérez de Castro, en Córdoba, donde nació su vocación. El célebre Julio Romero de Torres visitaba a su padre allí, y Rafael ya le enseñaba algunos de sus primeros dibujos. 
Estudió en la Escuela de Artes y Oficios de Córdoba, ampliando después sus estudios en Madrid. En 1936, con motivo del comienzo de la Guerra Civil Española fue reclutado en el cuerpo de artillería en el que permaneció hasta el último día del conflicto. 

En 1943 fue nombrado Académico de la Real Academia de Ciencias, Bellas Letras y Nobles Artes. Cuatro años después, en noviembre de 1947 contrae matrimonio con Marina Garijo Molina. En mayo de 1953, en la exposición Internacional celebrada en Madrid, obtiene el premio de honor con medalla de oro por su retablo gótico, y en el anterior marzo del mismo año nació su único hijo, Rafael Díaz Garijo.

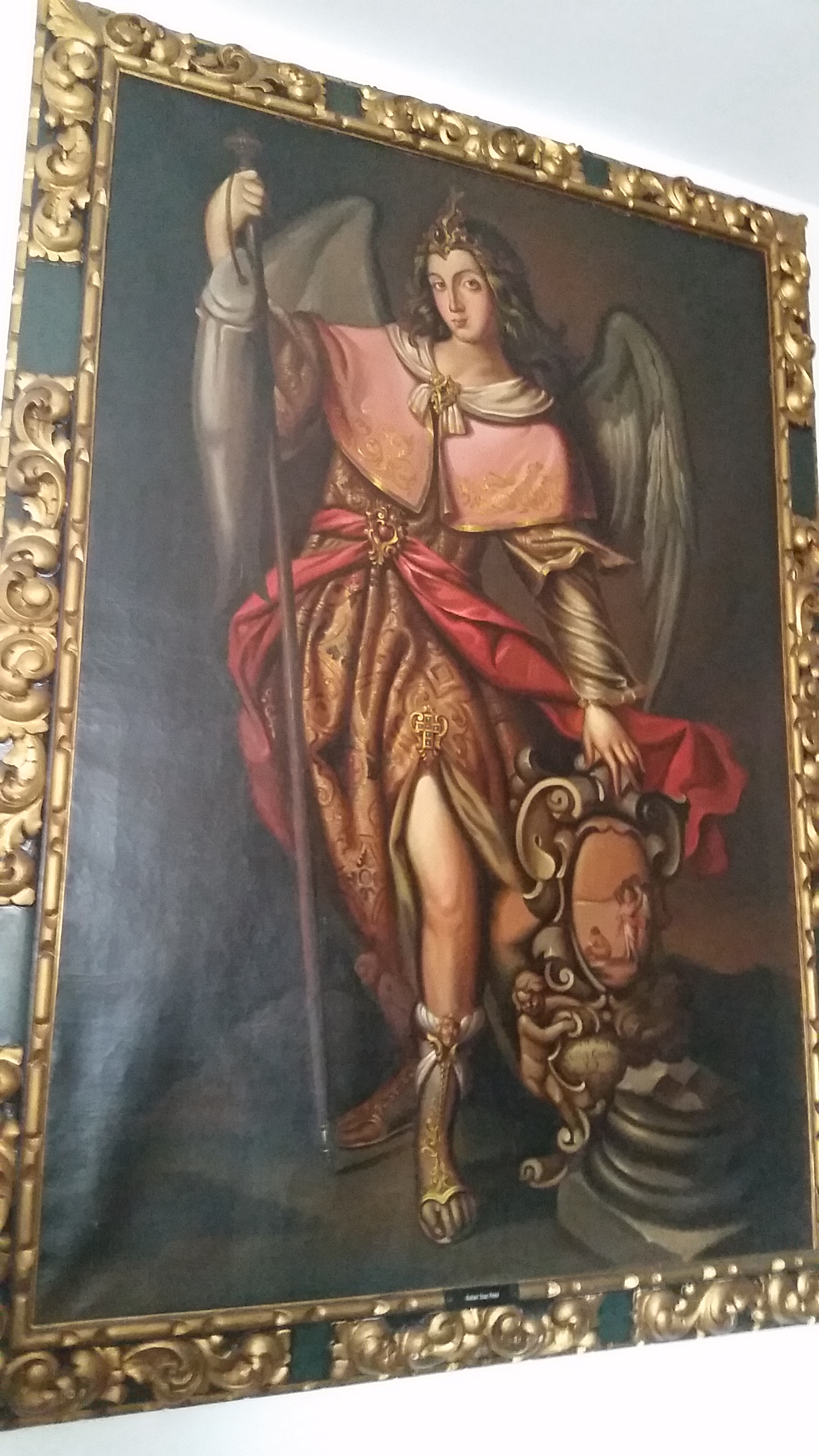
San Rafael, por Rafael Díaz Peno

Posteriormente obtuvo por oposición la Cátedra de Cueros Repujados de la Escuela de Artes y Oficios de Córdoba que ejerció hasta su jubilación, en el año 1982. Fue asimismo profesor de dibujo en el colegio Alzahir de Córdoba desde su fundación. La última etapa de su vida se vio ensombrecida por una enfermedad que mermó sus habilidades pictóricas; en el año 1962 sufrió un ictus que le paralizó medio cuerpo, dificultando su actividad artística, sin perjuicio de su actividad docente.

## Obra
Rafael Díaz Peno se dedicó principalmente a las artes figurativas, predominando en la temática religiosa y la Semana Santa. 
Especial mención merece el paso del Cristo de la Misericordia, cuya imagen data del siglo XVI y que fue restaurada por él, habiendo también diseñado las cartelas del paso y los estandartes.

Asimismo, siendo miembro del Círculo de la Amistad de Córdoba, es autor de muchas de los cuadros de la galería de presidentes de la entidad; restauró el techo del salón de actos así como muchas de las obras con que cuenta la asociación cordobesa.